# Суперкубок Лівану з футболу 2000
Суперкубок Лівану з футболу 2000  — 5-й розіграш турніру. Матч відбувся 10 листопада 2000 року між чемпіоном Лівану клубом Аль-Неджмех та володарем кубка Лівану клубом Шабаб Аль-Сахель.
| Володар Суперкубка Лівану 2000 |
| ------------------------------ |
|                                |
| Аль-Неджмех Перший титул       |

## Матч

### Деталі
| 10 листопада 2000 |

| Аль-Неджмех           | 2:0      | Шабаб Аль-Сахель |
| --------------------- | -------- | ---------------- |
| Ходжедж 1' Аббуші 11' | Протокол |                  |

| Муніципальний стадіон, Бейрут Глядачів: 15 000 |